# Platypalpus perimerus
Platypalpus perimerus är en tvåvingeart som beskrevs av Axel Leonard Melander 1927. Platypalpus perimerus ingår i släktet Platypalpus och familjen puckeldansflugor.
Artens utbredningsområde är Alberta. Inga underarter finns listade i Catalogue of Life.